# Monarchi anglosassoni
I più importanti Monarchi anglosassoni furono Ælle del Sussex (477), seguito, molto tempo dopo, da Alfredo il Grande (che succedette a Etelredo) nell'871. L'ultimo sovrano del periodo anglosassone fu Edgar Atheling, deposto da Guglielmo il Conquistatore nel 1066. Molti di questi sovrani si fregiarono del titolo di Bretwalda.
- Lista dei re del Kent
- Lista dei re del Sussex
- Lista dei re del Wessex
- Re dell'Anglia orientale
- Lista dei re dell'Essex
- Re di Mercia
- Re di Northumbria

## Eptarchia anglosassone
- Kent
- Northumbria
- Wessex
- Essex
- Sussex
- Mercia
- Anglia orientale

### Sub-regni di Northumbria
- Bernicia
- Deira

### Altri regni minori
- Isola di Wight
- Surrey
- Iclingas
- Lindsey
- Magonsete
- Hwicce
- Whitghar